# Mesopropithecus
Mesopropithecus è un genere di lemuri estinti vissuti fino a circa 500 anni fa in Madagascar.
Possedeva arti anteriori più lunghi rispetto ai posteriori, che assieme ad altre caratteristiche anatomiche ne lasciano presupporre uno stile di vita arboricolo simile a quello dei bradipi, con alimentazione a base di foglie.
Il cranio presentava invece costruzione molto simile a quella dei sifaka, coi quali questi animali sono imparentati ed ai quali somigliavano probabilmente molto, fatta eccezione per le dimensioni ed il peso, che doveva raggiungere i 10 kg.
L'estinzione di questi animali è stata probabilmente causata dalla colonizzazione dell'isola da parte degli uomini a partire dal 500 d.C., in seguito alla quale sono infatti scomparse numerose specie di proscimmie di grandi dimensioni (delle quali i Mesopropithecus erano quelle di minori dimensioni): probabilmente, alla caccia ed alla distruzione dell'habitat si sommarono anche dei cambiamenti climatici che ne causarono la scomparsa.

## Tassonomia
Al genere sono ascritte tre specie, fino a pochi anni fa ascritte alla sottofamiglia dei Palaeopropithecinae:
- Mesopropithecus dolichobrachion, scoperto all'inizio del Novecento.
- Mesopropithecus globiceps, vissuto in Madagascar centrale.
- Mesopropithecus pithecoides, di maggiori dimensioni, vissuto nella parte centro-occidentale dell'isola.